# John Lilly (informaticien)
Pour les articles homonymes, voir John Lilly et Lilly.
Compléments
http://john.jubjubs.net/
John Lilly (né en 1971) est l'ancien chief executive officer de Mozilla Corporation, une filiale de fondation Mozilla qui coordonne le développement des applications et services Web de Mozilla, dont le navigateur web Firefox.
Lilly a été remplacé par Gary Kovaks le 8 novembre 2010. Lilly remplaçait à ce poste Mitchell Baker en janvier 2008. Il assurait auparavant les fonctions de Chief Operating Officer de Mozilla Corporation. 
Le 11 mai 2010, la présidente de la fondation Mozilla annonce sur son blog que John Lilly quittera dans le courant de l'année son poste de CEO pour devenir investisseur au sein de la société Greylock Partners. Dans le message envoyé le même jour aux employés de Mozilla, John Lilly affirme ne bien se sentir que dans le monde des entreprises start-up et pour cette raison il souhaite apprendre à y investir et à en créer de nouvelles. Il prévoit cependant de continuer à siéger au conseil d'administration de Mozilla Corporation. Chose rare à ce niveau de responsabilités, il participe au recrutement de son successeur.
John Lilly siège également au conseil d'administration de Open Source Application Foundation et Participatory Culture Foundation. Il possède un B.S. et un M.S. en informatique de l'Université Stanford.

### Liens de référence
- « Mozilla Names John Lilly as New CEO », sur mashable.com, 7 janvier 2008 (consulté le 5 octobre 2020)
- « Mitchell's blog : Mozilla Corporation CEO and Chairman », sur mozillazine.org via Wikiwix (consulté le 11 février 2024)
- (en) John Markoff, « Mozilla Names New Chief, but Reaffirms Open-Source Commitment », The New York Times,‎ 8 janvier 2008 (lire en ligne , consulté le 5 octobre 2020)
- « physorg.com/news142061941.html »(Archive.org • Wikiwix • Archive.is • Google • Que faire ?)

### Nota Bene
- (en) Cet article est partiellement ou en totalité issu de l’article de Wikipédia en anglais intitulé « John Lilly (Mozilla) » (voir la liste des auteurs).